# Проспект Науки (Санкт-Петербург)

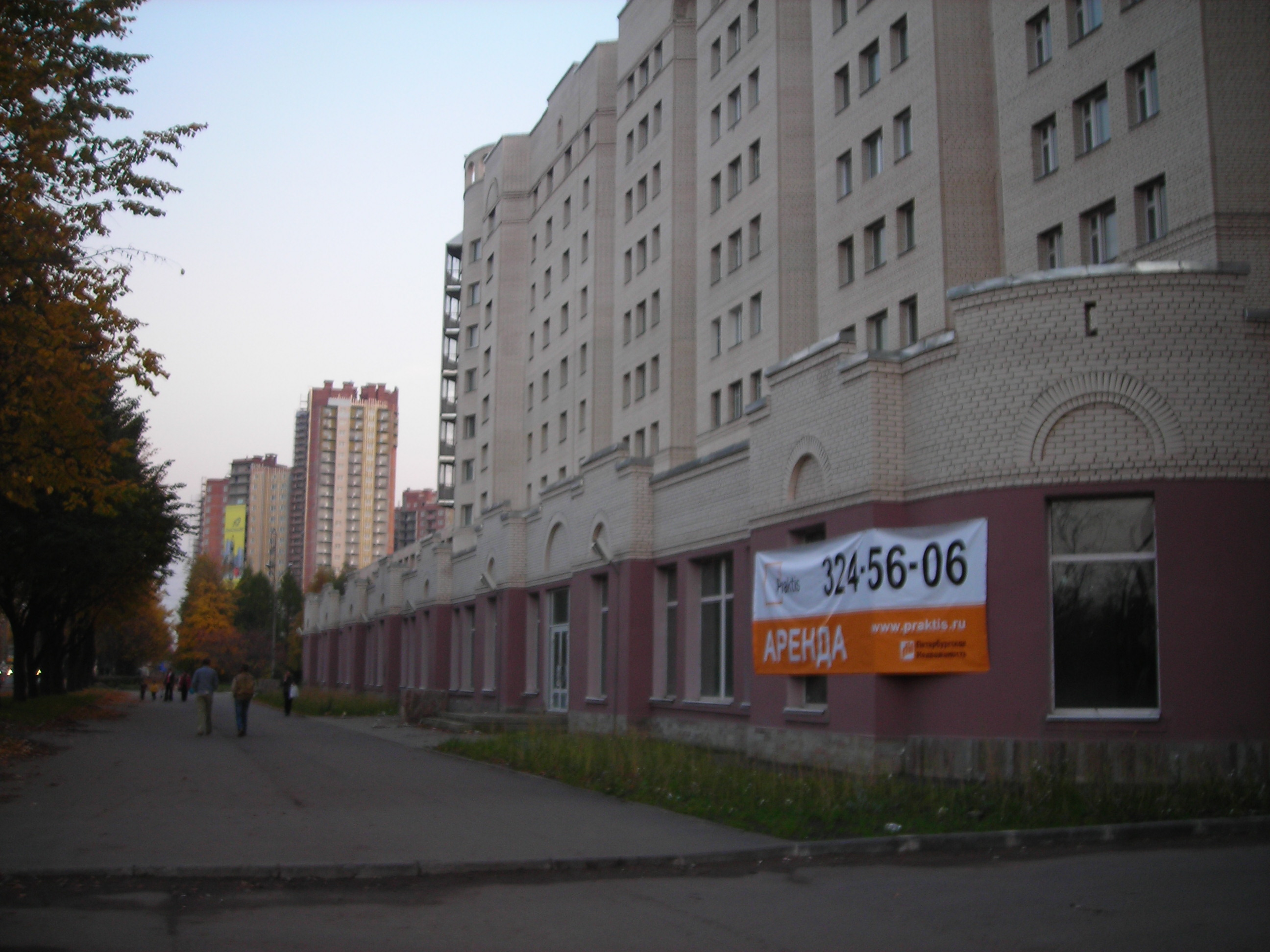
Многоэтажный дом, бывший многие годы долгостроем

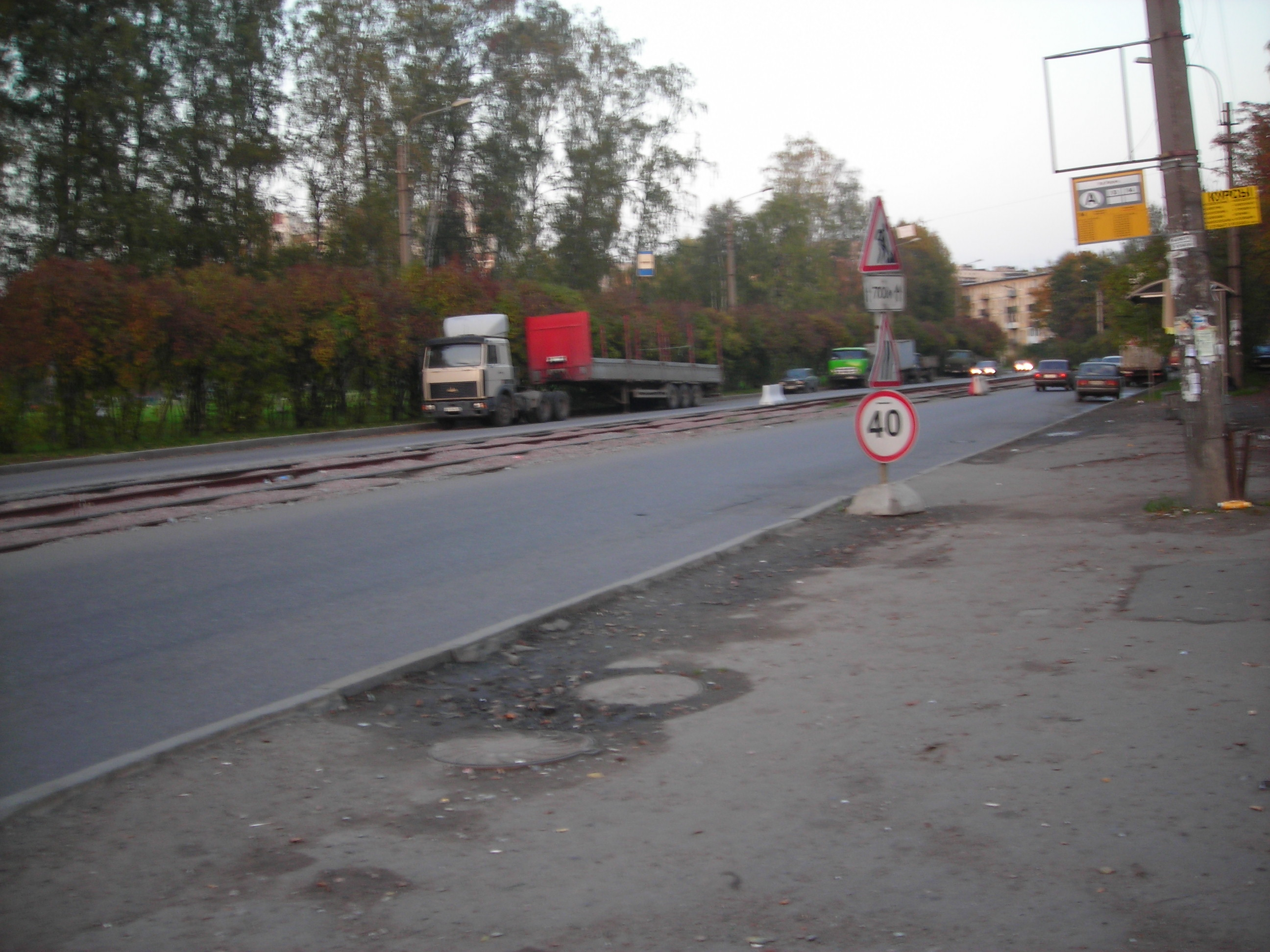
Ремонт дороги осенью 2007 года

Проспект Нау́ки — улица на северо-востоке Санкт-Петербурга. Пролегает между Тихорецким проспектом и Ручьёвской площадью в Калининском районе. Третья по протяжённости улица, полностью расположенная в Калининском районе.

## История
Название, которое улица носит и по сей день, было дано ей 14 июля 1965 года, согласно традиции Гражданки, именовать улицы на тему науки, культуры и искусства. Дело в том, что в окрестностях проспекта расположены учебные и научные учреждения, например Политехнический университет, РНИИ РТК и т. д.
Проспект начал застраиваться в начале 1960-х годов. Поначалу строились типовые «хрущёвки», которые остались преимущественно в районе пересечения с Гражданским проспектом и в начале улицы. Более активно застройка пошла в 1970-е годы, когда улица стала застраиваться характерными для того времени 9-этажными панельными домами, тогда же был построен кинотеатр «Современник». На проспекте Науки такие дома остались почти на всём протяжении проспекта, особенно ближе к востоку. В 2000-е годы также активно достраивались новыми домами пустые места.
3 декабря 2021 года постановлением Правительства Санкт-Петербурга площади у железнодорожной станции «Ручьи» присвоили название Ручьёвская. Тогда же в состав проспекта Науки включили небольшой проезд от круговой развязки с улицей Руставели до площади.

## Описание
В основном улица наполнена огромным количеством магазинов, киосков, ларьков. На улице преобладают дома высотой от 5 до 12 этажей, но есть исключения и в 15 этажей.

## Здания
- 44 — Дом-гора

## Транспорт
Станция метро «Академическая» — была открыта 31 декабря 1975 года.
На протяжении всего проспекта по нему проложена трамвайная линия, по которой проходят маршруты № 9, 38, 57. На участке проспекта от улицы Софьи Ковалевской до улицы Руставели также проложена троллейбусная контактная сеть, которой пользуется маршрут № 38.
По проспекту проходят следующие автобусные маршруты:
- № 40 — от улицы Вавиловых до Гражданского проспекта;
- № 61 — от улицы Руставели до улицы Карпинского и от улицы Софьи Ковалевской до Гражданского проспекта (только в прямом направлении);
- № 78 — от улицы Карпинского до улицы Веденеева; обратно от улицы Вавиловых до улицы Карпинского;
- № 93 — от Гражданского проспекта до Тихорецкого проспекта;
- № 94 — от улицы Руставели до улицы Карпинского и от улицы Вавиловых до Тихорецкого проспекта;
- № 102, 153, 177, 206 — от улицы Руставели до Гражданского проспекта;
- № 176 — от улицы Руставели до улицы Карпинского и от улицы Софьи Ковалевской до улицы Вавиловых;
- № 178 — от Гражданского проспекта до улицы Бутлерова;
- № 202, 293 — весь проспект Науки;
- № 283 — от улицы Руставели до улицы Вавиловых;
- № 250 — от улицы Руставели до улицы Карпинского;
- № 294 — от улицы Руставели до улицы Карпинского и от улицы Софьи Ковалевской до Тихорецкого проспекта.

## Пересечения
- Тихорецкий проспект
- улица Веденеева
- улица Академика Константинова
- улица Обручевых
- улица Вавиловых
- Гражданский проспект
- улица Бутлерова
- улица Софьи Ковалевской
- улица Крашенинникова
- улица Карпинского
- улица Руставели
- Ручьёвская площадь